# Sveta Sofija

Sveta Sofija, rimska kršćanska mučenica. Jedna je od tzv. »ledenih svetaca«. Zaštitnica je usjeva. Spomendan joj je 15. svibnja.
O njezinomu životu nema mnogo podataka. Živjela je u III. i IV. st.. Pogubljena je u progonima kršćana za carevanja rimskoga cara Dioklecijana, pretpostavlja se oko 304. godine, u Rimu. 
Pokopana je na Gordianovu i Epimahovu groblju izvan Rima. Dio njezinih relikvija pohranio je strassbourgski biskup Remigije, 778. u samostanu Eschau, a dio papa Sergije II. 845. u rimskoj crkvi sv. Martina na brdu (tal. San Martino al Monti).
Hrvati, ali i ostali narodi Srednje Europe nazivaju je pridjevcima „ledena”, „hladna” i „mokra Sofija” te se zaziva protiv mraza.